# メチロフィルス属
メチロフィルス属はメチロフィルス科の基準属でグラム陰性の非芽胞形成好気性球桿菌。一部は鞭毛を持ち運動を行う。基準種はメチロフィルス・メチロトロフス。属名はメチルを好むものを意味する。
水中に生息する。カタラーゼ及びオキシダーゼ陽性。メタノールやメタンアミンをリブロース一リン酸経路を利用する偏性メチル栄養細菌であるが、グルコースを酸化する通性メチル栄養の種も存在する。メタンモノオキシゲナーゼは持たず、メタンを利用することはできない。また、硝酸やアンモニアを窒素源として利用することができない。